# Óléc
Óléc (szerbül Стари Лец / Stari Lec, németül Alt Letz) település Szerbiában, a Vajdaságban, a Dél-bánsági körzetben, Zichyfalva községben.

## Fekvése
Zichyfalvától északnyugatra, Kanak, Szécsenfalva és Istvánvölgy közt fekvő település.

## Története
A falut még 1830-ban Barách Lajos telepítette, akiről a Barácháza nevet kapta. A település nevét 1889-ben változtatta Óléczre, mikor Dániel Pál megvette.
A település földesurai a Barách és a Dániel családok voltak, a Dániel család még az 1900-as évek elején is az egyik legnagyobb birtokos volt itt.
Ólécz önálló pusztát 1907-ben csatolták a településhez, amelynek 1835. óta nagyobb része a Botka családé, a másik része 1889. óta a Jagodics családé volt.
A településen levő kastélyok közül az egyiket id. Dániel Pál 1890-ben, a másikat a falun kívül Botka Béla 1904-ben építtette; a harmadik Dániel János kastélya 1894-ben épült és most báró Csávossy Béláé. A negyediket szintén a falun kívül van, ez is Dániel-féle kastély volt.
1910-ben 1146 lakosából 447 magyar, 360 német, 138 szerb volt. Ebből 873 római katolikus, 82 evangélikus, 168 görögkeleti ortodox volt.
A trianoni békeszerződés előtt Torontál vármegye Bánlaki járásához tartozott.

## Jegyzetek

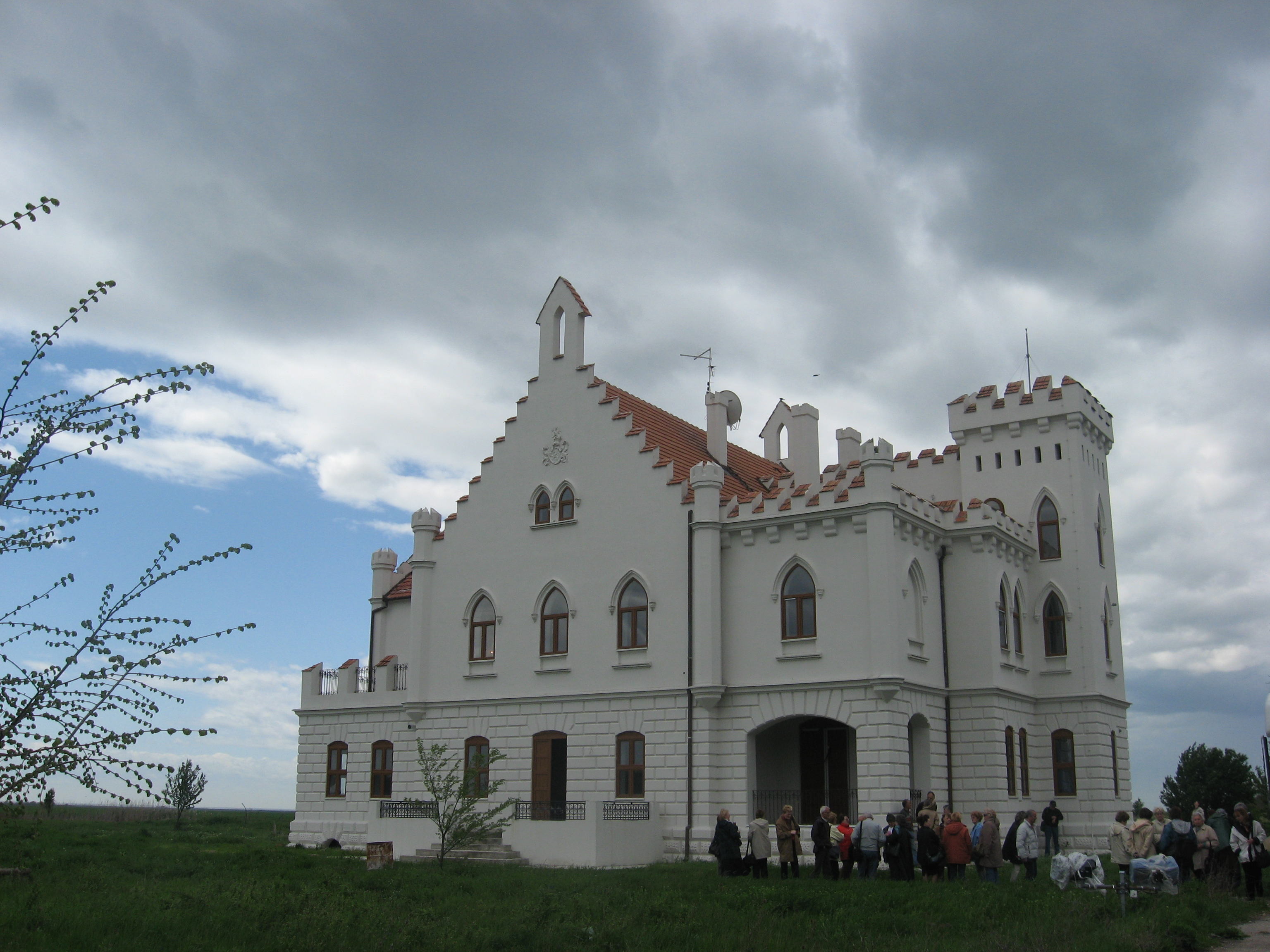
A Kapetanovo kastély Óléc közelében

## Népesség

### Demográfiai változások
| 1948 | 1953 | 1961 | 1971 | 1981 | 1991 | 2002 | 2011 |
| ---- | ---- | ---- | ---- | ---- | ---- | ---- | ---- |
| 1446 | 1463 | 1406 | 1236 | 1341 | 1031 | 1094 | 963  |